# Selena Leban
Selena Leban, född 23 april 2005 i Šempeter pri Gorici, Slovenien, är en volleybollspelare (center). Hon spelar i Sloveniens landslag och deltog med dem i  European Silver League 2022. På klubbnivå spelar hon för OK HIT Nova Gorica, Fatum Nyíregyháza och Karayolları SK.